# Richard Zschille

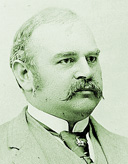
Porträt Richard Zschille

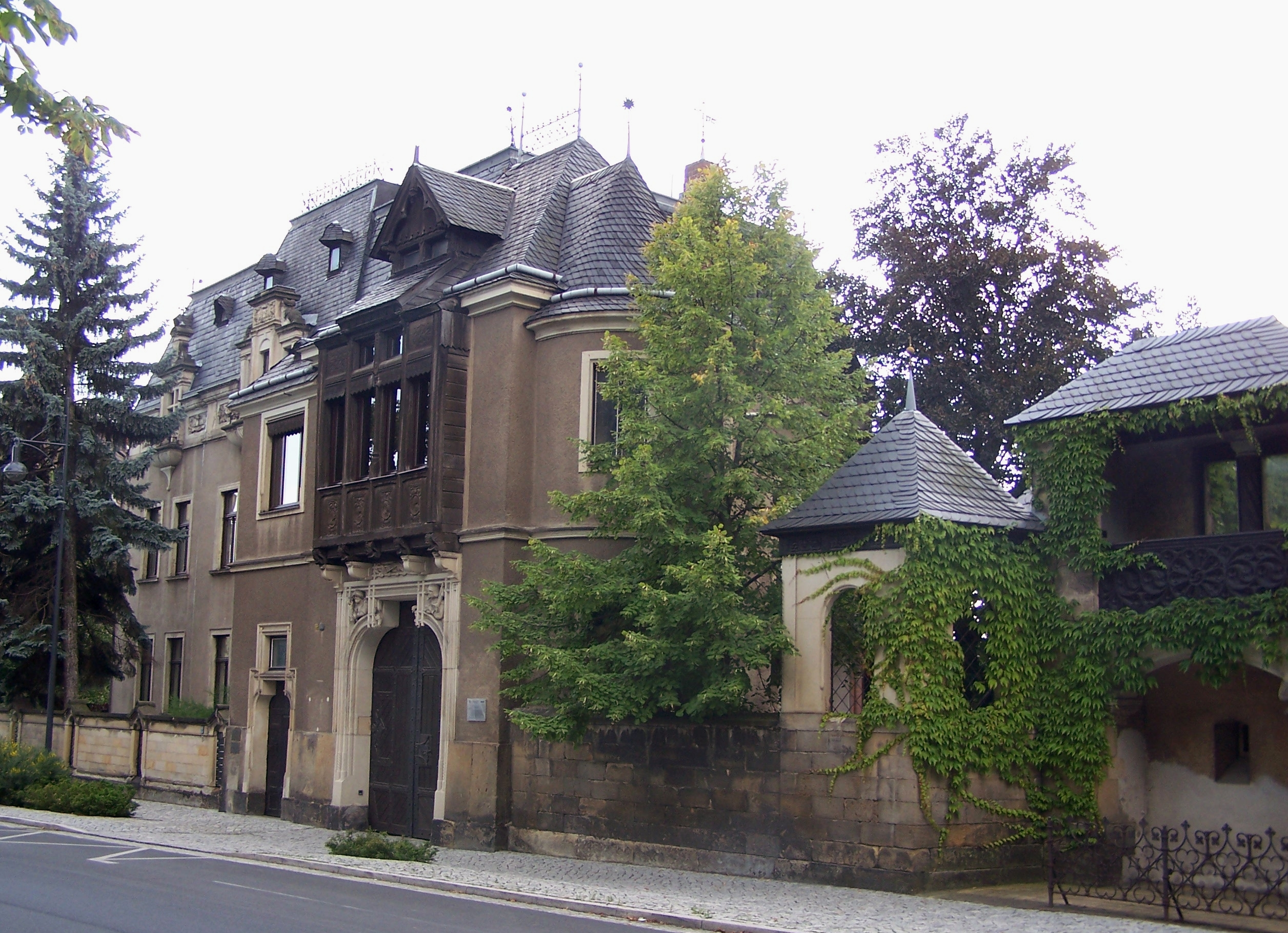
Zschille-Villa in Großenhain

Louis Moritz Richard Zschille (* 16. März 1847 in Großenhain; † 9. Juli 1903 in Klotzsche bei Dresden) war ein deutscher Tuchfabrikant, Kunstsammler und Stifter in Großenhain.

## Leben und Wirken

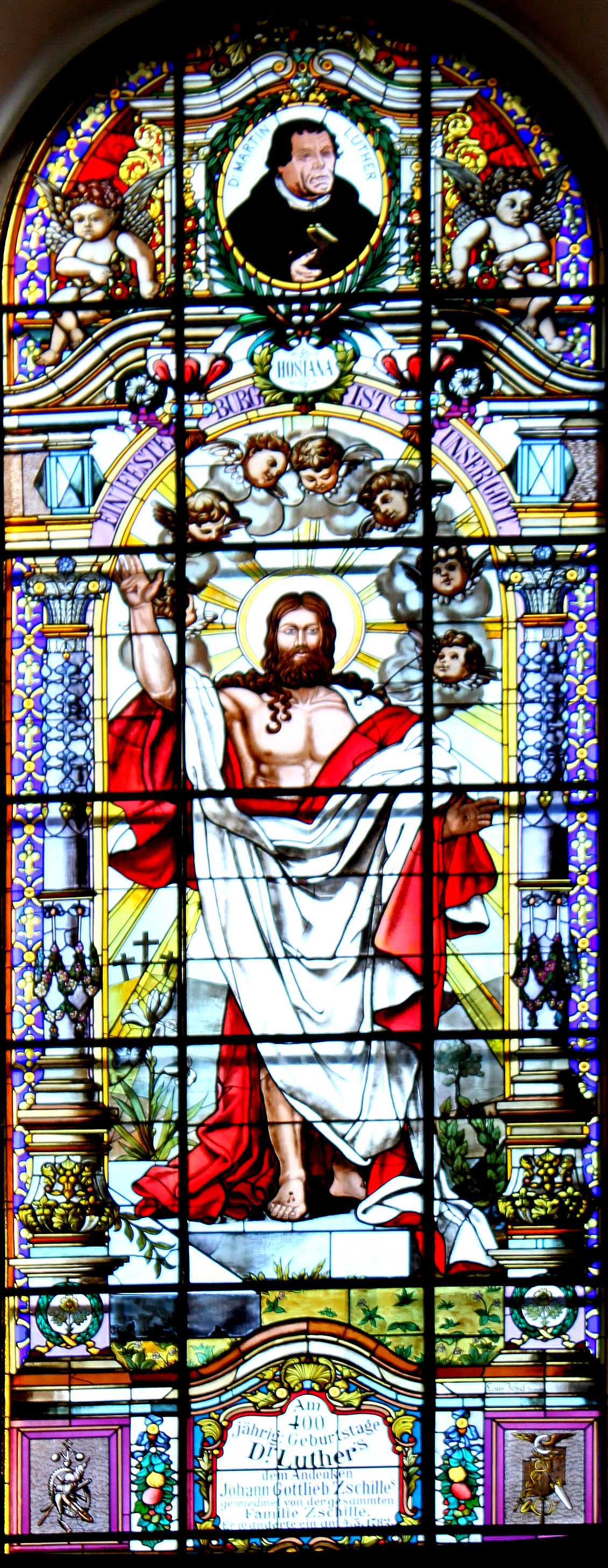
Stiftung der Familie Zschille, „Osterfenster“ mit Luther

Richard Zschille kam als Sohn des Großenhainer Tuchfabrikanten Ernst Moritz Louis Zschille (1815–1867) und dessen Frau Ernestine Luise, geb. Hellwig (1825–1908) zur Welt. Er wuchs als ältestes Kind zusammen mit seinen sechs Schwestern und seinem jüngeren Bruder in Großenhain auf. 1872 übernahm Richard Zschille zusammen mit seinem Vetter die Geschäftsführung, des väterlichen Betriebes. Im selben Jahr heiratete Zschille Ida Hartmann (1850–1933), Tochter des Chemnitzer Maschinenfabrikanten und Eisenbahnpioniers Richard Hartmann.
Der Unternehmer hatte schon früh eine große Leidenschaft für wertvolle Kunstwerke und historische Gegenstände. Seine Villa („Zschille-Villa“) ließ er mit Kunstschätzen aus aller Welt ausstatten. Dabei wurden in die Villa zum Beispiel ein gotisches Tor aus dem 15. Jahrhundert, ein Brunnen aus dem 16. Jahrhundert und eine Säule aus Pompeji verbaut. Seine Sammlung umfasste Möbel, Porzellan, Tausende von Waffen, Glas-, Keramik-, Elfenbein-, Metallstücke und Textilien. Seine Bestecksammlung war seinerzeit die wichtigste derartige Kollektion in Privatbesitz.
Richard Zschille war in der Zeit von 1887 bis 1898 Mitglied des „Rates der Stadt Großenhain“. Er gestaltete 1898 das neue Großenhainer Stadtwappen und förderte verschiedene Publikationen. Mit dem Archäologen Richard Forrer veröffentlichte Richard Zschille Arbeiten über Steigbügel und Sporne und eine Chronik seiner Tuchfabrik. 1892 wurde er Mitglied im Königlich Sächsischen Alterthums-Verein der Kunstgeschichtlichen Gesellschaft in Berlin.
Anlässlich des 400. Geburtstages Martin Luthers 1883 stiftete seine Familie das „Osterfenster“ für die Großenhainer Marienkirche und finanzierte auch die Restaurierungsarbeiten in der Kirche einige Jahre später.
1893 stellte Zschille einen Teil seiner Sammlung auf der Weltausstellung in Chicago aus. Er war dort auch Mitglied der Preisjury für die Gruppe der sächsischen Tuchindustrie.
König Albert von Sachsen verlieh Zschille das Ritterkreuz erster Klasse des Albrechtsordens.
Mitte der 1890er-Jahre verschlechterte sich die Ertragslage seiner Tuchfabrik, und Richard Zschille kam zunehmend in finanzielle Schwierigkeiten. Ab 1897 war er gezwungen Teile seiner Sammlung zu versteigern und 1900 wurde gar ein Konkursverfahren über sein Vermögen eröffnet. Ein Jahr später war Richard Zschille gezwungen seine Villa zu verkaufen. Er zog nach Klotzsche bei Dresden, wo er sich als Illustrator betätigte. Seine Großenhainer Tuchfabrik „Gebrüder Zschille“ wurde in eine Aktiengesellschaft gewandelt, an der die Familie Zschille nicht mehr beteiligt war. Richard Zschille beendete sein Leben als finanziell völlig ruinierter und gebrochener Mann durch Selbstmord, offiziell wurde jedoch als Todesursache „Schlaganfall“ angegeben.
Die Sammlung von Richard Zschille ist weitgehend aufgelöst, jedoch konnten einige bedeutende Teile von öffentlichen Museen erworben werden. So ist zum Beispiel die Sammlung der Bronzehelme im Museum für Vor- und Frühgeschichte in Berlin ausgestellt.